# Trebejov
Trebejov (v minulosti i Trebajov, maďarsky Terebő) je obec na Slovensku v okrese Košice-okolí. Žije zde 215 obyvatel. Rozloha obce činí 7,67 km².

## Poloha
Obec leží na levém břehu řeky Hornád v jihovýchodní části pohoří Čierna hora. Přístup do obce zabezpečuje silnice III. třídy přes Kysak (ze severu) nebo z Družstevné pri Hornáde (z jihu). Vede tudy také železniční trať Košice–Žilina. 
Je vzdálena 15 km severně od Košic, 23 km jižně od Prešova a 40 km východně od Gelnice. Sousedními obcemi sídla jsou : Lemešany, Družstevná pri Hornáde, Kysak, Obišovce, Sokoľ.

## Kultura a zajímavosti

### Památky
- Evangelický kostel z 30. let 20. století.[5]